# لیبرس
لیبرس (به اسپانیایی: Libros) یک شهرستان در اسپانیا است که در استان تروئل واقع شده‌است.

## خصوصیات
لیبرس ۳۷ کیلومترمربع مساحت و ۱۵۰ نفر جمعیت دارد.